# عرض الجبوب (إب)

تعديل مصدري - تعديل

عرض الجبوب هي إحدى قرى عزلة جبل معود بمديرية إب التابعة لمحافظة إب، بلغ تعداد سكانها 535 نسمة حسب تعداد اليمن لعام 2004.